# Standard Sharing Software
Standard Sharing Software (3S) est un groupe tunisien à vocation technologique aux nombreuses filiales. 3S compte trois activités principales : l'édition de logiciels, l'intégration des systèmes et l'intégration des réseaux. Elle se spécialise également dans la formation aux nouvelles technologies, les réseaux mobiles, le développement des logiciels de transactions, les codes barres, les centres d'appel et le commerce électronique.
En 1997, 3S fonde une filiale, GlobalNet, qui devient un fournisseur d'accès à Internet. La firme devient en 2007 le premier partenaire tunisien de Cisco Systems. Selon certains observateurs, ce partenariat couronne une période durant laquelle 3S parvient à s'imposer comme un acteur majeur en matière de réseaux informatiques.
Certifiée « Cisco Advanced Unified Communications », l'entreprise revendique la prééminence sur le marché de l'ingénierie informatique tunisien. Elle est également la seule société tunisienne à détenir la certification « Cisco Silver Partner » qui accréditerait son « haut niveau de compétence technique » et lui procurerait des « avantages concurrentiels » tels qu'une assistance technique étendue et un support commercial pour développer de nouvelles opportunités d'affaires,.
Outre GlobalNet, 3S possède d'autres filiales œuvrant dans le domaine de informatique à l'instar de Technical Training (formation technologique), Get Wireless (étude de réseaux mobiles), NX Tunisie (déploiement d'infrastructure GSM), SmartUP (développement de logiciels de transaction), High Tech (technologie de codes-barres et radio-identification), Pro2C (centre d'appel multicanal) et Cyberesa (plateforme de réservation en ligne)